# Govenia vilcabambana
Govenia vilcabambana är en orkidéart som beskrevs av Dodson. Govenia vilcabambana ingår i släktet Govenia och familjen orkidéer.
Artens utbredningsområde är Ecuador. Inga underarter finns listade i Catalogue of Life.